# Lotus Seven
La Seven è un'autovettura sportiva costruita dalla casa automobilistica inglese Lotus.

## L'idea e la genesi
Il vulcanico capo e fondatore della piccola factory inglese, Colin Chapman, concepì l'idea di produrre un'autovettura sportiva più economica delle raffinate barchette Eleven. La vettura doveva offrire la massima sportività, puntando sulla leggerezza e sull'essenzialità; una sorta di "motocicletta a quattro ruote" da vendere in scatola di montaggio (per evitare la tassa d'acquisto).
Partendo dal telaio tubolare della Eleven, venne realizzata una roadster con ruote scoperte (o meglio coperte da piccoli parafanghi di stampo motociclistico), priva di tettuccio e con carrozzeria costituita da pannelli d'alluminio, tranne il musetto bombato, completamente piani (per ridurre i costi). Con la sola eccezione delle raffinate sospensioni anteriori (a triangoli sovrapposti), la meccanica era assemblata con pezzi di grande serie: cambio (manuale a 4 rapporti) BMC, freni (tutti a tamburo) Ford e ponte posteriore (ad assale rigido con balestre longitudinali) proveniente dalla Nash Metropolitan (allora assemblata anche in Inghilterra dalla BMC).
Il motore poteva, infine, essere scelto tra il 4 cilindri in linea con albero a camme laterale Ford 100E di 1172 cm³ da 36 CV, il BMC A series (sempre a 4 cilindri in linea e distribuzione monoalbero laterale) di 948 cm³ da 39 CV ed il Coventry Climax FWA di 1098 cm³ da 75 CV.
La commercializzazione delle Seven, sia in versione assemblata che in kit di montaggio, iniziò nel 1957. La variante con motore Coventry Climax, era denominata Super Seven. Grazie al peso estremamente ridotto (406 kg), la Seven era agile e divertente persino col fiacco motore Ford, mentre la Super Seven, grazie al rapporto di 5,3 kg/ CV, era un'autentica sportiva.

## L'evoluzione
Nel 1960 venne lanciata la versione S2. All'esterno cambiarono solo i parafanghi (più avvolgenti) e il musetto, in vetroresina, mentre a livello tecnico le novità maggiori riguardano i motori. Cancellato il costoso (e scorbutico nella messa a punto) Coventry Climax FWA, vennero resi disponibili nuovi motori Ford.
Sulla Seven potevano essere montati il 105E di 997 cm³ da 39 CV o il 116E di 1498 cm³ da 66 CV, mentre per Super Seven erano disponibili le versioni elaborate dalla Cosworth del 109E (1340 cm³, 85 CV) e del 116E (1498 cm³, 95 CV). Sulle versioni più potenti erano montati freni anteriori a disco.
Nel 1968 venne lanciata la S3 (che è la versione ancora oggi prodotta da vari costruttori), con retrotreno (sempre a ponte rigido) e motore (1601 cm³ da 86 CV) della Ford Escort Mexico. Nel 1969 la Super Seven adottò il nuovo 4 cilindri in linea bialbero Lotus di 1558 cm³ da 115 CV.
Nonostante la vettura avesse ancora una nutrita schiera di appassionati, Colin Chapman non la riteneva più degna di portare il marchio Lotus, che nel frattempo aveva vinto 3 Campionati del Mondo di Formula 1. 
La Seven, oltretutto, non era neppure un'auto profittevole per la Casa (che anzi perdeva 100 sterline per ogni S3 prodotta).
Tuttavia, grazie alla determinazione dell'amministratore delegato Mike Warner, venne messa in cantiere un'ulteriore evoluzione del modello. L'obiettivo era quello di rendere profittevole la roadster Lotus, riducendo i costi e innalzando la produzione ad almeno 2000 unità all'anno.
Le modifiche a telaio e carrozzeria furono sostanziali. La carrozzeria divenne completamente in vetroresina (e più larga e lunga), il telaio venne opportunamente rinforzato, i parafanghi anteriori vennero allungati fino all'abitacolo, la coda (più squadrata e massiccia e con parafanghi integrati) venne completamente ridisegnata, mentre l'abitacolo guadagnò spazio.
Per la prima volta la Seven aveva un vero e proprio parabrezza e poteva essere equipaggiata con un tetto rigido (asportabile) in vetroresina. La S4 (che conservava i motori della S3), tuttavia, non riscosse il successo sperato: troppo spartana per la clientela delle spider tradizionali e troppo "civile" per i puristi. La produzione, iniziata nel 1970, cessò all'inizio del 1973, dopo appena 664 esemplari.

## Dalla Lotus alla Caterham
Quando la produzione della Lotus Seven cessò la Caterham Cars, distributore ufficiale del modello sin dal 1967, acquisì (giugno 1973) i diritti di produzione del modello da Chapman. 
I primi quaranta esemplari vennero assemblati, nel corso del 1973, con avanzi di magazzino, ed erano giocoforza delle S4, ma a partire dal 1974, la piccola casa inglese tornò a produrre solo la rimpianta S3, ancora oggi in listino. 
Nel corso degli anni le Caterham Seven e Super Seven hanno adottato diversi motori (Ford, Ford-Cosworth, Opel, MG Rover) e varie migliorie tecniche (cambi a 6 marce, sospensioni riviste con ponti de Dion o come sulla CSR con sospensioni completamente indipendenti, freni potenziati).

## La Locust

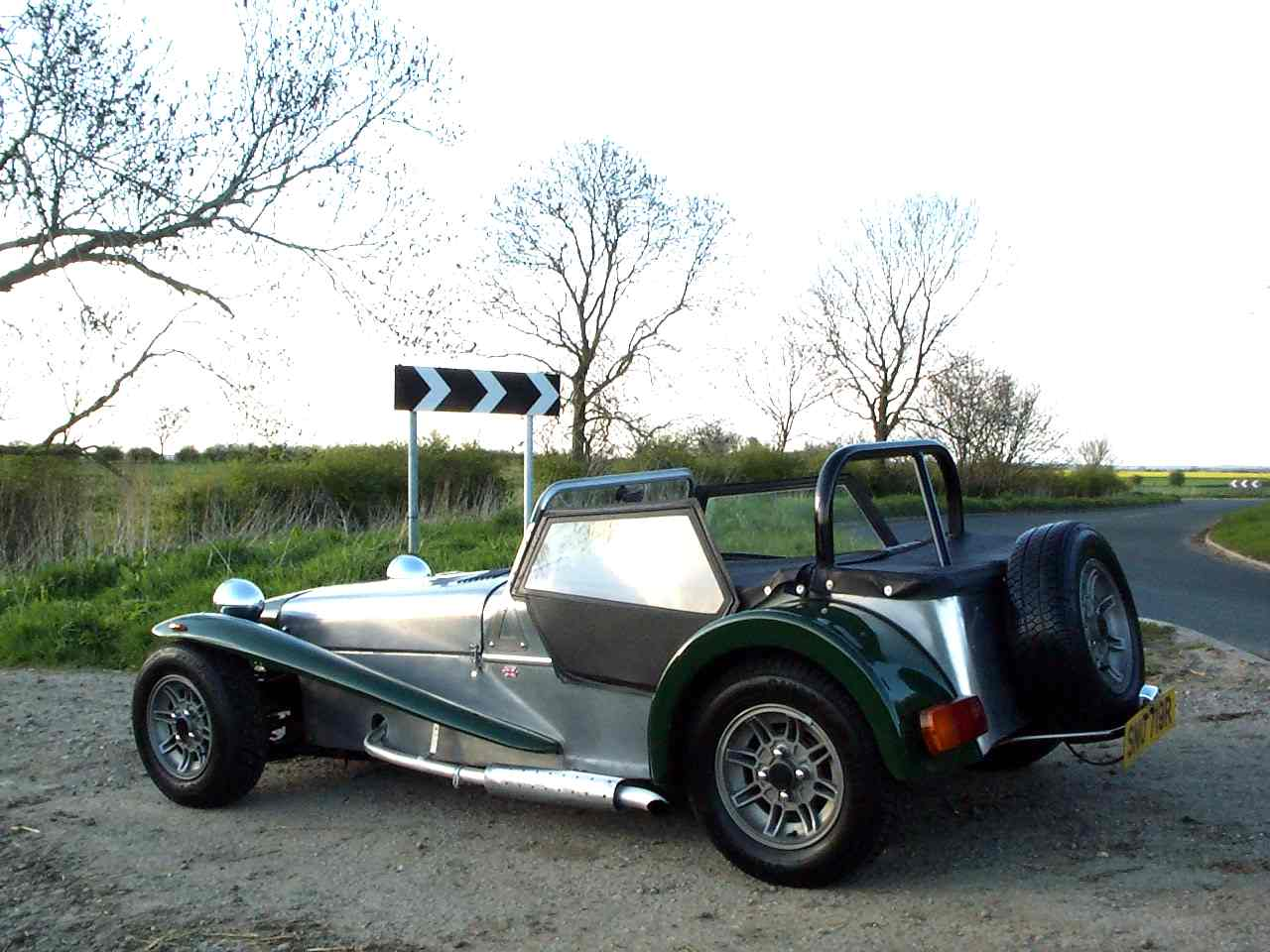
La Locust

La Locust è una delle varie repliche del modello originale: differisce da molte altre repliche perché invece di usare un telaio di tipo "spaceframe", fa uso di una carrozzeria mista di compensato marino e pannelli di alluminio montata su un telaio a longheroni di acciaio.
La meccanica è basata su componenti provenienti dalla Triumph Herald o dalla Triumph Spitfire.
Il progetto originale si deve a John Cowpertwhaite (che progettò anche la JC Midge) ed è stata successivamente venduta come JC Locust dalla società "J.C. Auto Patterns". In seguito i diritti di produzione furono ceduti alla ditta "T&J Sportscars" che introdusse anche una versione basata sulla Ford Cortina, chiamata Hornet.
Infine la società fu rilevata dalla "White Rose Vehicles" che sviluppò una nuova versione chiamata "Locust ES", basata sulla meccanica della Ford Sierra.
Nell'aprile del 2000 la proprietà passò alla società BWE.
I motori utilizzati in questo tipo di automobili, costruite da un kit, sono i più diversi: le prime versioni, dal 1973, montano motori Triumph 1300 o 1500, mentre le versioni più recenti montano principalmente motori Ford da 1300 a 2000 cm³.

## Le altreSeven
Altre società hanno costruito e venduto autovetture analoghe in tutto o in parte, quali l'olandese Donkervoort con il modello S7, prodotto dal 1978 al 1984, e S8 prodotto dal 1985 al 1989, e la giapponese Mitsuoka Zero-1.
L'elaboratore tedesco Irmscher ha prodotto una propria versione della Seven originale del 1957. Pesa 700 kg e le sue misure sono 3,250mm x 1 750mm x 1,070mm. Monta un motore 4 cilindri in linea di derivazione Opel 2.0 litri con 16 valvole, sovralimentato con turbocompressore per una potenza di 240  CV. Il cambio è manuale a 5 marce. La velocità massima è di 230 km/h e passa da 0 a 100 km/h in 5.3 secondi. Percorre 100 chilometri con 6 litri di carburante. Il suo prezzo è di 54.900 Euro.
.